# 나가사키현 미술관
나가사키현 미술관(長崎県美術館)은 일본 나가사키현 나가사키시에 있는 미술관이다. 외교관인 스마 야키치로가 기증한 컬렉션을 기초로 한 스페인 미술품이 특징이다. 1965년 개관한 나가사키 현립 미술관이 전신이다. 나가사키 현립 미술관은 2002년에 폐관하였으며, 2005년 4월 23일, 나가사키 현립 미술관의 박물관 기능과 스페인 미술품을 계승하는 형태로, 나가사키 수변의 숲 공원에 인접한 장소에 개관하였다.